# Aïn Abid (distrito)
Aïn Abid é um distrito localizado na província de Constantina, Argélia, e cuja capital é a cidade de mesmo nome, Aïn Abid. A população total do distrito era de 51 500 habitantes, em 2008.[carece de fontes?]

## Municípios
O distrito está dividido em dois municípios:
- Aïn Abid
- Ben Badis